# Château de Maulevrier
Le château de Maulevrier est un ancien château fort, reconstruit au XVIe siècle, centre de la seigneurie puis du marquisat de Maulevrier, qui se dresse sur la commune de Melay dans le département de Saône-et-Loire, en région Bourgogne-Franche-Comté.
Le château fait l’objet d’une inscription partielle au titre des monuments historiques par arrêté du 24 janvier 1991. Seules les façades et toitures, y compris les soubassements, les fossés, le pont dormant, l'escalier tournant et la porte à claire-voie du XVIe siècle sont inscrits.

## Situation
Le château de Maulevrier est situé dans le département français de Saône-et-Loire sur la commune de Melay, dans la région du Brionnais, à la lisière des bois de Bagneaux  et de la Goutte.

## Histoire
Du XIe siècle et jusque vers 1300 la terre appartient à l'abbaye Saint-Rigaud. Au XIVe siècle, la famille de Lespinasse bâtit un rendez-vous de chasse, ultérieurement transformé en maison forte. En 1502, par mariage, le domaine échoit à Jean de la branche des Damas de Marcilly.
En 1562, Philippe de Damas, fils de Jean, est assassiné au château, qui est alors détruit. Dans la seconde moitié du XVIe siècle, la sœur de Philippe, épouse de Denys de Savary, entreprend la reconstruction. Son héritière, Marguerite de Savary, achève l'aile droite, ainsi que l'atteste une plaque de marbre encore visible dans le bâtiment.
En 1625, la terre est érigée en marquisat pour le frère de Marguerite, François de Savary, ambassadeur d'Henri IV à Constantinople. Il meurt en 1628 sans postérité.
En 1643, Camille de Savary, héritier du fief, le vend à Hector Andrault de Langeron, baron d'Oyé. Les Andrault de Langeron en héritent. De père en fils, se succède : François Andrault de Langeron (†1715), fils du précédent, qui fait aménager la pièce centrale en salle de bal ; Jean-Baptiste Andrault de Langeron, marquis de Maulévrier (1677-1754), fils du précédent ; Charles-Claude Andrault de Langeron, marquis de Maulévrier (1720-1792), fils du précédent.
En 1754, Geneviève-Adélaïde Andrault de Langeron (1766-1829), fille cadette du précédent, hérite du domaine. À l'époque révolutionnaire les tours sont rasées ou décapitées et une partie de l'aile droite, qui abrite la chapelle, est abattue ; mais la famille conserve ses biens.
En 1802, Geneviève-Adélaïde Andrault épouse Louis Stanislas Kostka de La Trémoïlle ; à sa mort, en 1829, la propriété revient à ses petits-neveux, Léonce, marquis de Vogüé (1805-1877) et Charles-Louis de Vogüé (né en 1808).
À la fin du XIXe siècle, Melchior de Vogüé, (1829-1916), marquis de Vogüé, fils de Léonce, académicien français, hérite du domaine.
Au XXe siècle la propriété est la possession de la comtesse Amédée d'Andigné, descendante de l'académicien.

Les armes des Damas.
Les armes des La Trémoïlle.
Les armes des Vogüé.

## Description
Le château construit entièrement en briques consiste en un bâtiment en U formé d'un corps principal de plan rectangulaire et de deux ailes en retour d'équerre d'inégale importance. La chapelle se trouvait dans l'aile qui a été démolie en 1793.
Le corps principal, l'aile gauche, et le massif pavillon carré sur lequel ces deux éléments s'articulent, sont couverts de toits à croupes. Les fenêtres primitives, à croisillon de pierre sans moulure, ont été obturées, vraisemblablement au XVIIe siècle, et remplacées par des grandes baies rectangulaires dont plusieurs ont été bouchées ou modifiées. Au centre de la façade, sur cour, s'ouvre une porte encadrée de pilastres surmontés de triglyphes portant un entablement à modillons au-dessus duquel s'arrondit un fronton cintré qu'orne un écu soutenu par deux anges aux ailes déployées. À l'extrémité de cette façade, une porte en plein cintre donne accès à un passage voûté d'arêtes.
L'aile droite, encore cernée d'éléments du fossé ailleurs comblé, est de même élévation, mais couverte d'un toit brisé. Elle s'appuie sur une construction plus haute coiffée d'un toit à deux versants, qui semble être un vestige de la forteresse médiévale. Des ruptures dans les assises de pierre témoignent de divers remaniements.
Les appartements sont desservis par de beaux escaliers de pierre « rampe sur rampe ».
Cet ensemble est séparé de la basse-cour qui le précède par un fossé que franchit un pont de pierre aboutissant à une porte charretière sans couvrement. De l'enceinte de celle-ci, ne subsistent que les bases des murailles et des tours rondes à bases légèrement talutées qui en flanquaient les angles. Les communs, en L, comportent un logis couvert d'un toit brisé, manifestement contemporain de l'aile droite du château, et des locaux à usage agricole percés de larges portes charretières à arc en anse de panier.

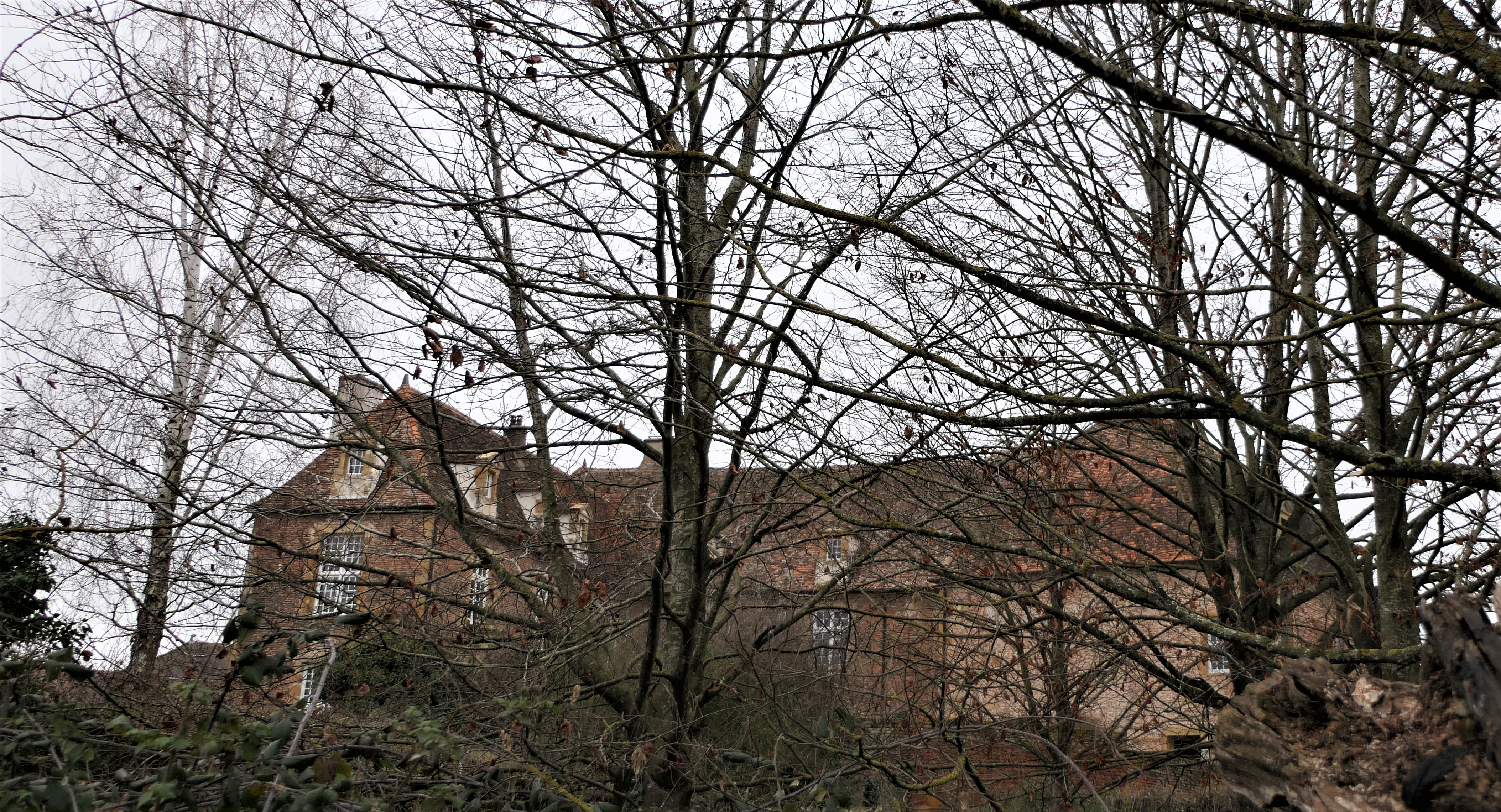
Le  château,vue de face
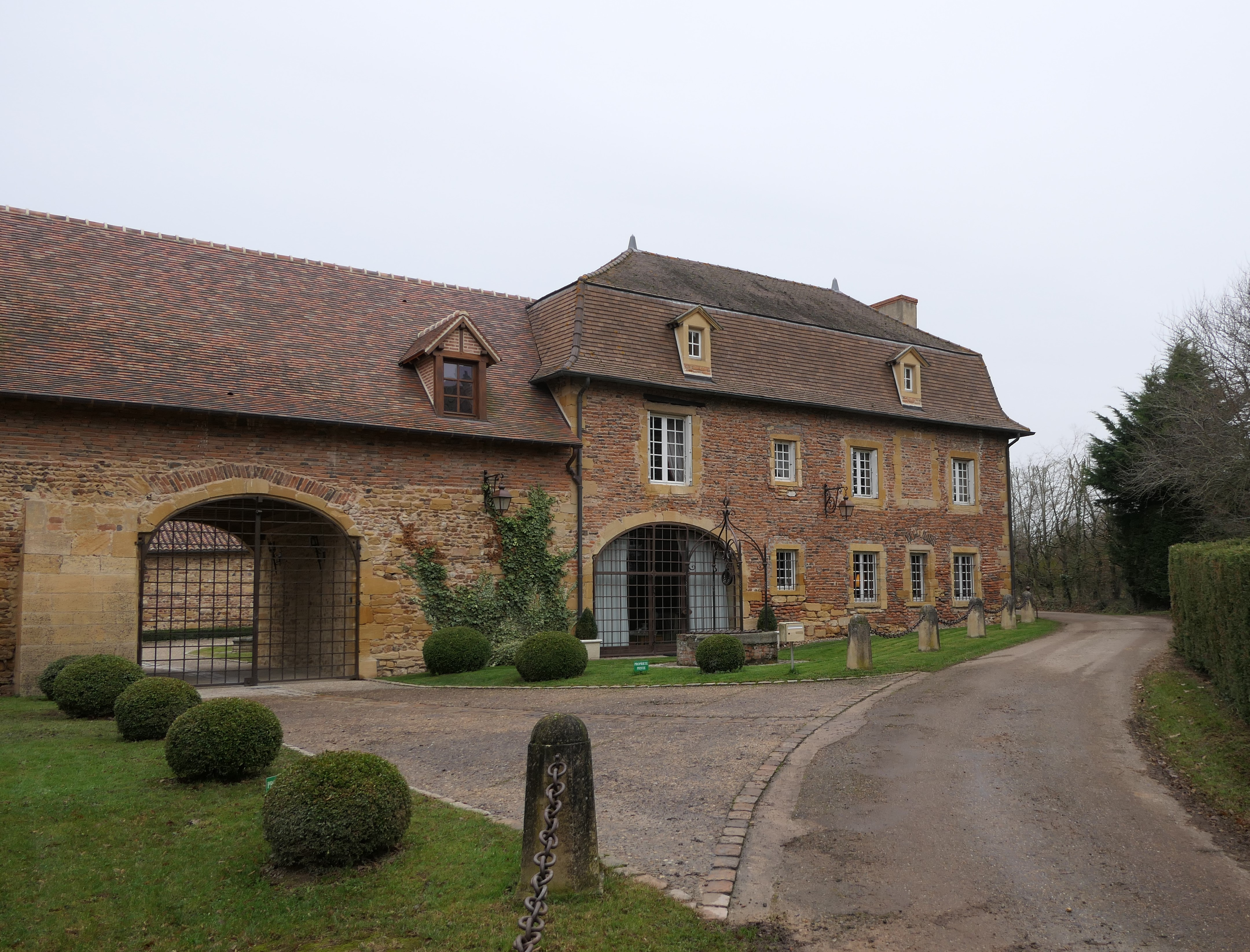
Les communs du château
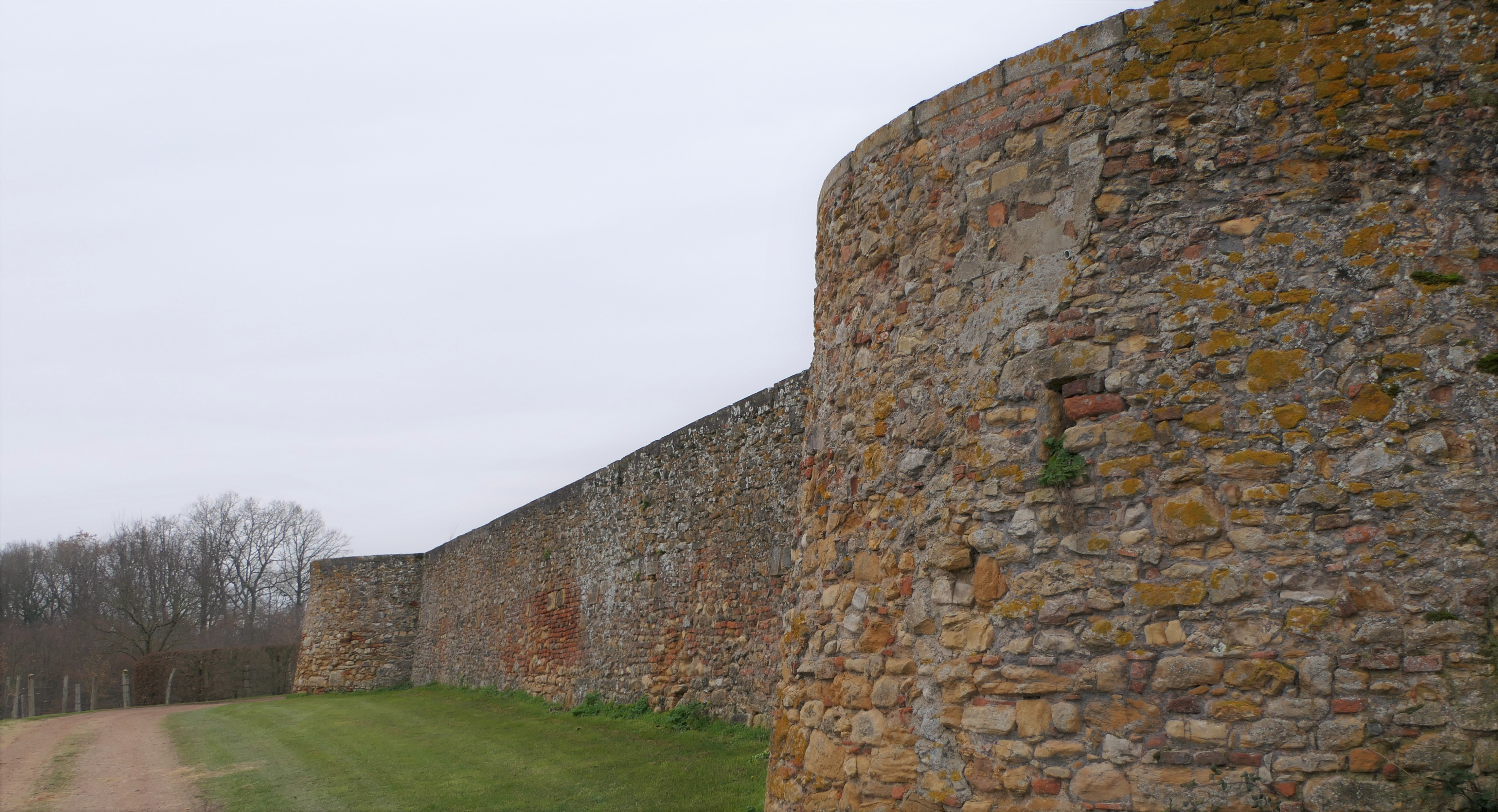
Enceinte du château